# Solanum appendiculatum
Solanum appendiculatum är en potatisväxtart som beskrevs av Michel Félix Dunal. Solanum appendiculatum ingår i släktet skattor som ingår i familjen potatisväxter. Inga underarter finns listade i Catalogue of Life.